# The Number Twelve Looks Like You
The Number Twelve Looks Like You – Amerykański zespół wywodzący się z fali mathcore, grający skomplikowane połączenie metalu progresywnego i grindcore'u. Zadebiutował krążkiem "Put on Your Rosy Red Glasses"

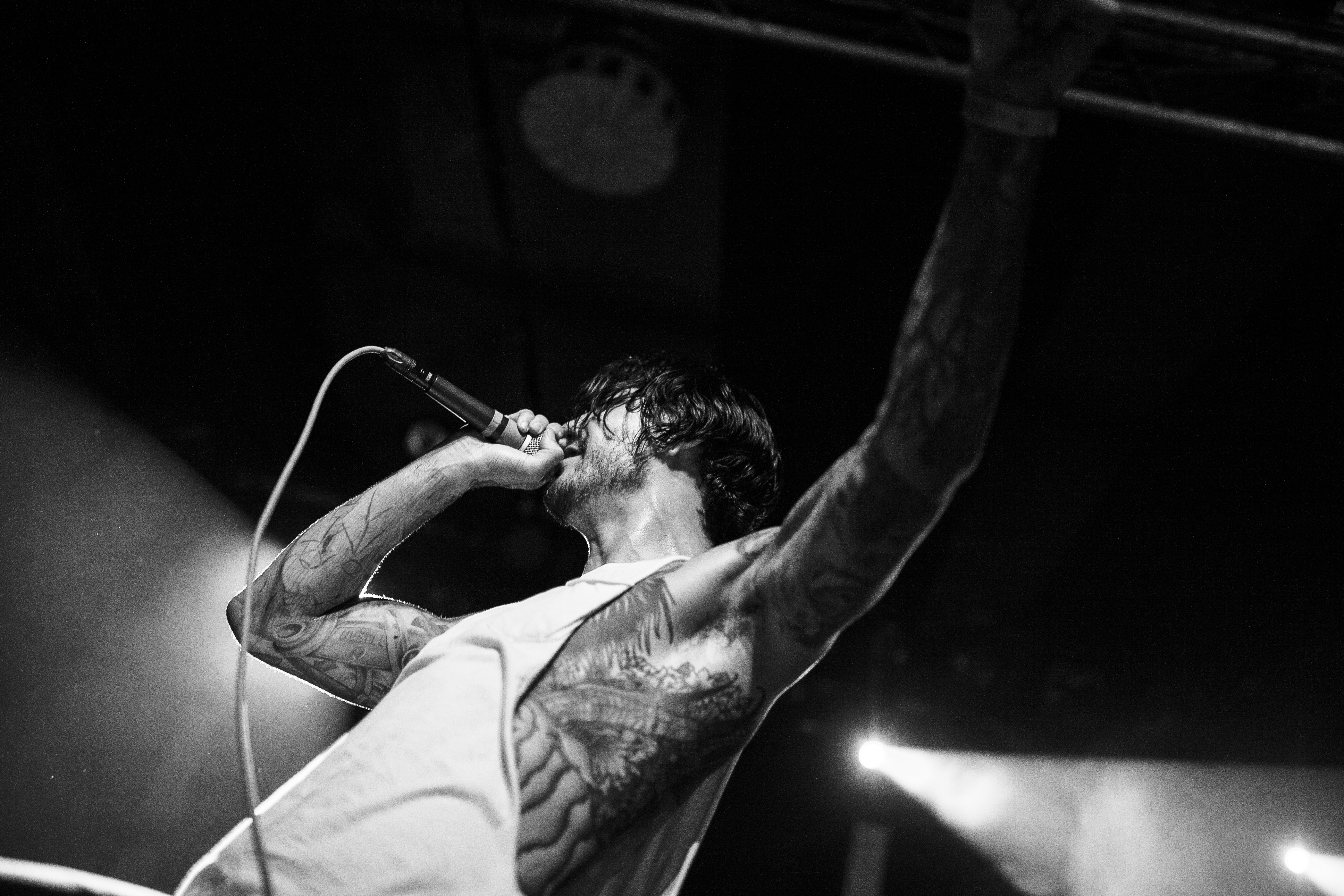

## Członkowie
- Jesse Korman - śpiew tradycyjny
- Justin Pedrick - growling
- Alexis Pareja - gitara elektryczna
- Jamie McIlroy - gitara elektryczna

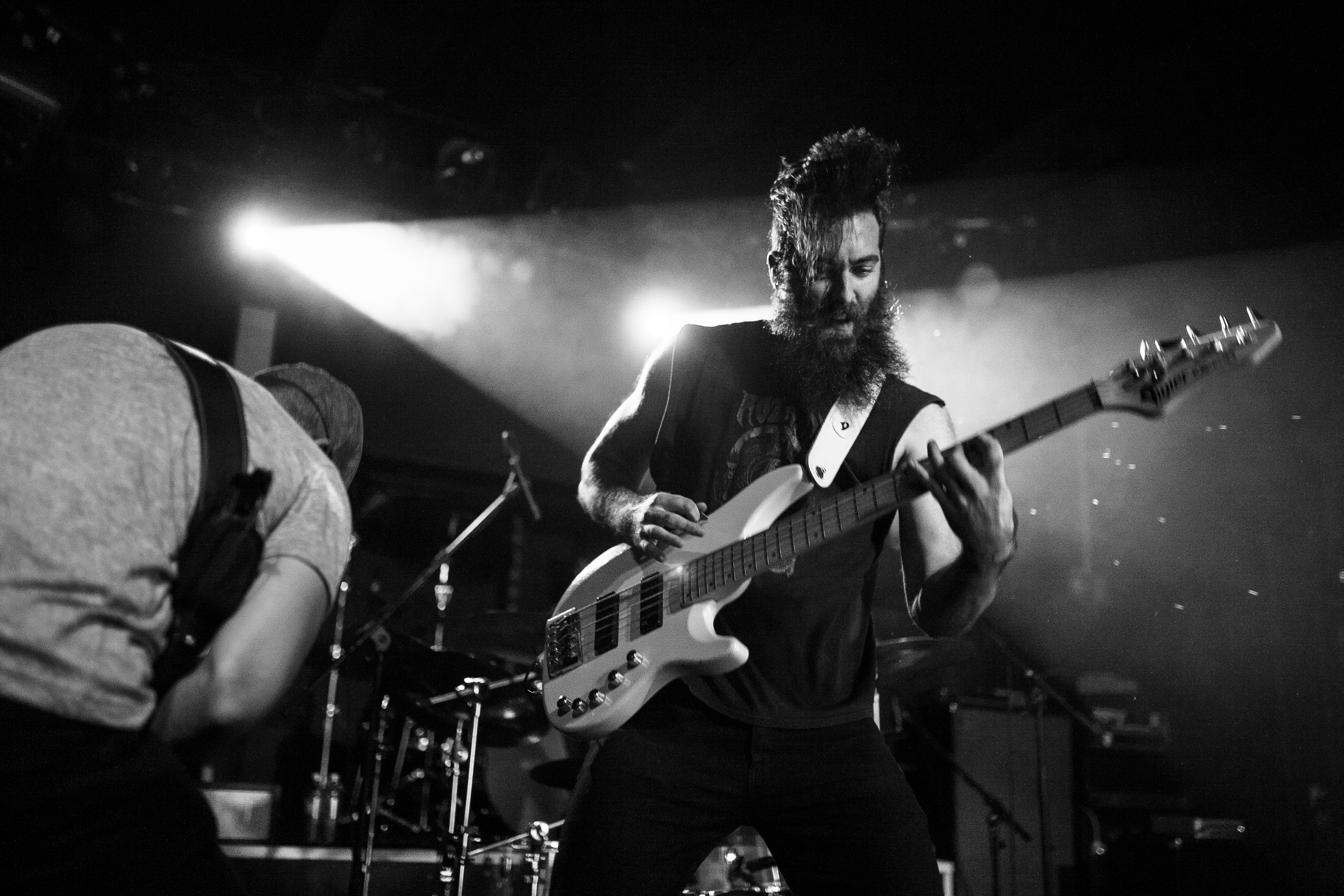

- Chris Russell - gitara basowa
- Jon Karel - perkusja

## Dyskografia

### Płyty
- 2003: Put On Your Rosy Red Glasses
- 2005: Nuclear. Sad. Nuclear.
- 2007: Mongrel (TNTLLY album)|Mongrel
- 2009: Worse Than Alone

### EP'ki
- 2005: An Inch of Gold for an Inch of Time
- 2007: The Number Twelve Looks Like You - EP